# 匈牙利鐵路史公園

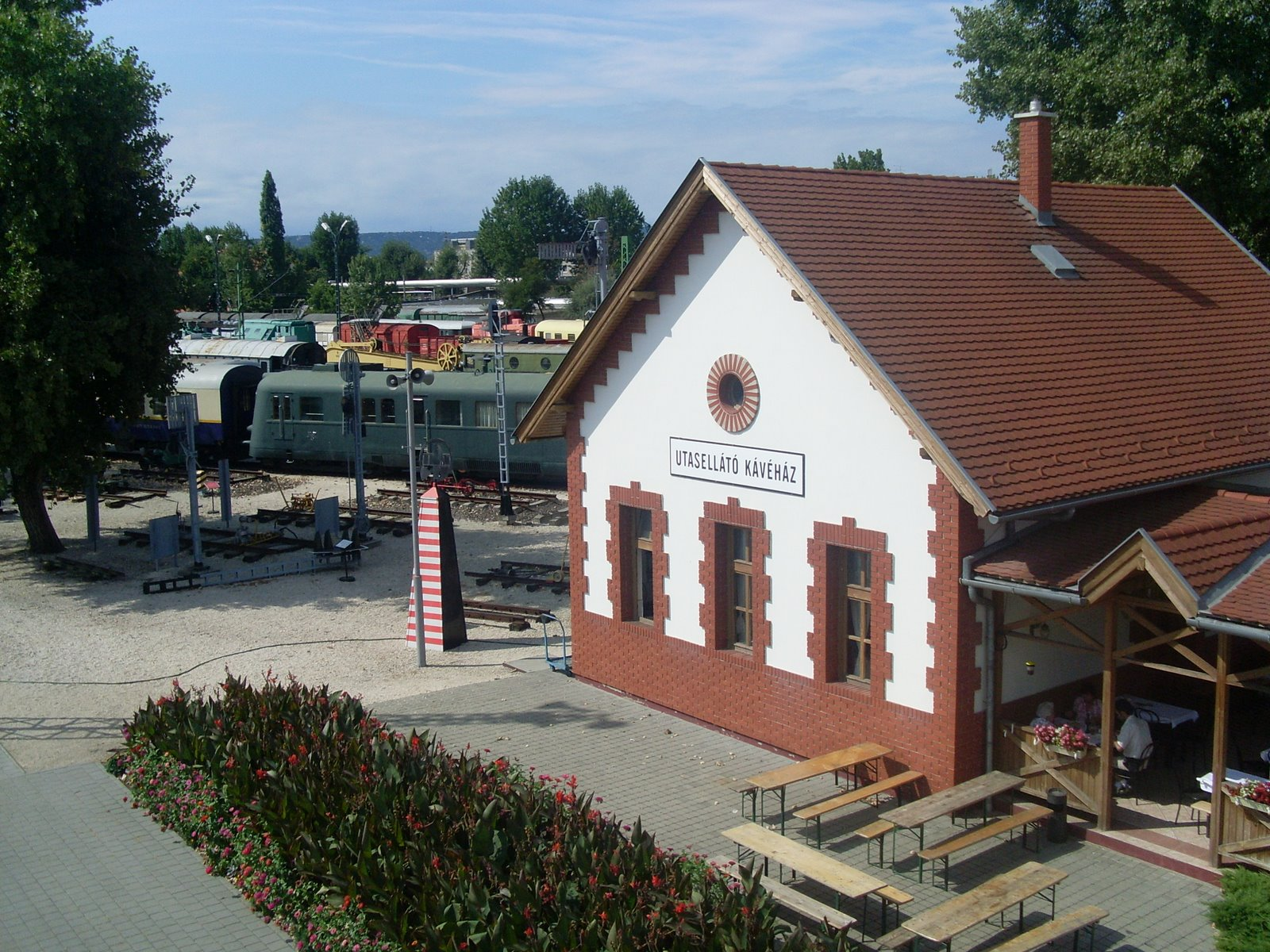

匈牙利鐵路史公園（Magyar Vasúttörténeti Park）是位於匈牙利首都布達佩斯的一個鐵路博物館。這裡曾是匈牙利國家鐵路的倉庫。匈牙利鐵路史公園面積超過7萬平方米，展品超過100件，以鐵路車輛和設施為主。

## 外部連結
- MÁV Nostalgia （页面存档备份，存于）
- Vasúttörténeti park （页面存档备份，存于）

47°32′31″N 19°05′55″E / 47.5419°N 19.0986°E